# 山脈形成

逆斷層及逆衝斷層運動為山脈形成主要機制

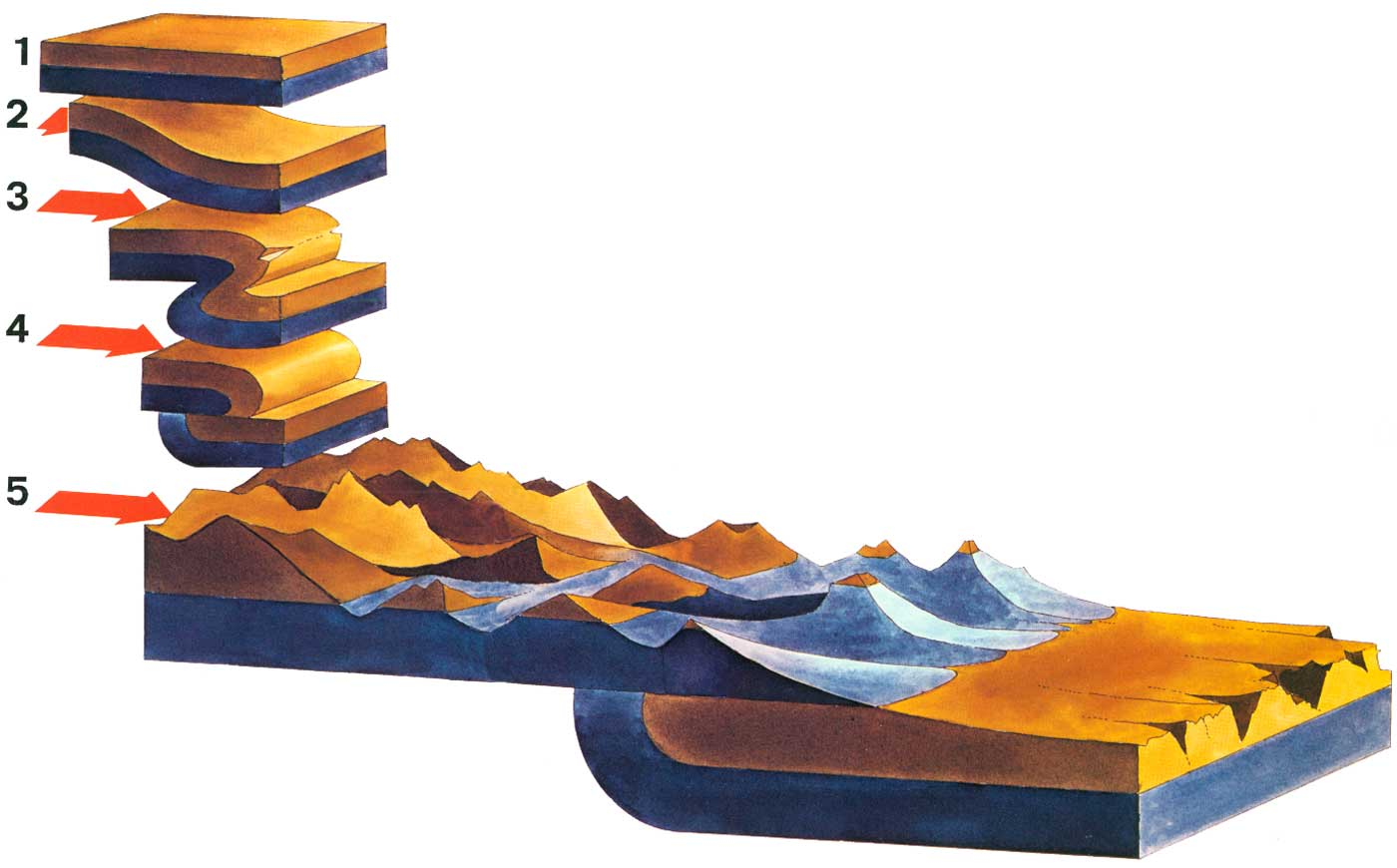
圖解山脈由褶皺被逆衝斷層而成

山脈形成（英語：mountain formation）是指造山運動的地質過程。 這些過程與大規模的地殼板塊運動有關。 褶皺、斷層、火山活動、火成岩侵入和變質作用都可能是造山運動的一部分。 山脈的形成不一定與在其内部地質構造有關 。
根據地貌景觀的特徵來研究地質構造的稱為構造地貌學，而對年輕的地質構造或正在進行的構造運動之研究稱為新構造學。 
地槽理論從 18 世紀後期到 1960 年代被用來解釋許多造山運動。此理論後被板塊構造取代。

### 山脈類型

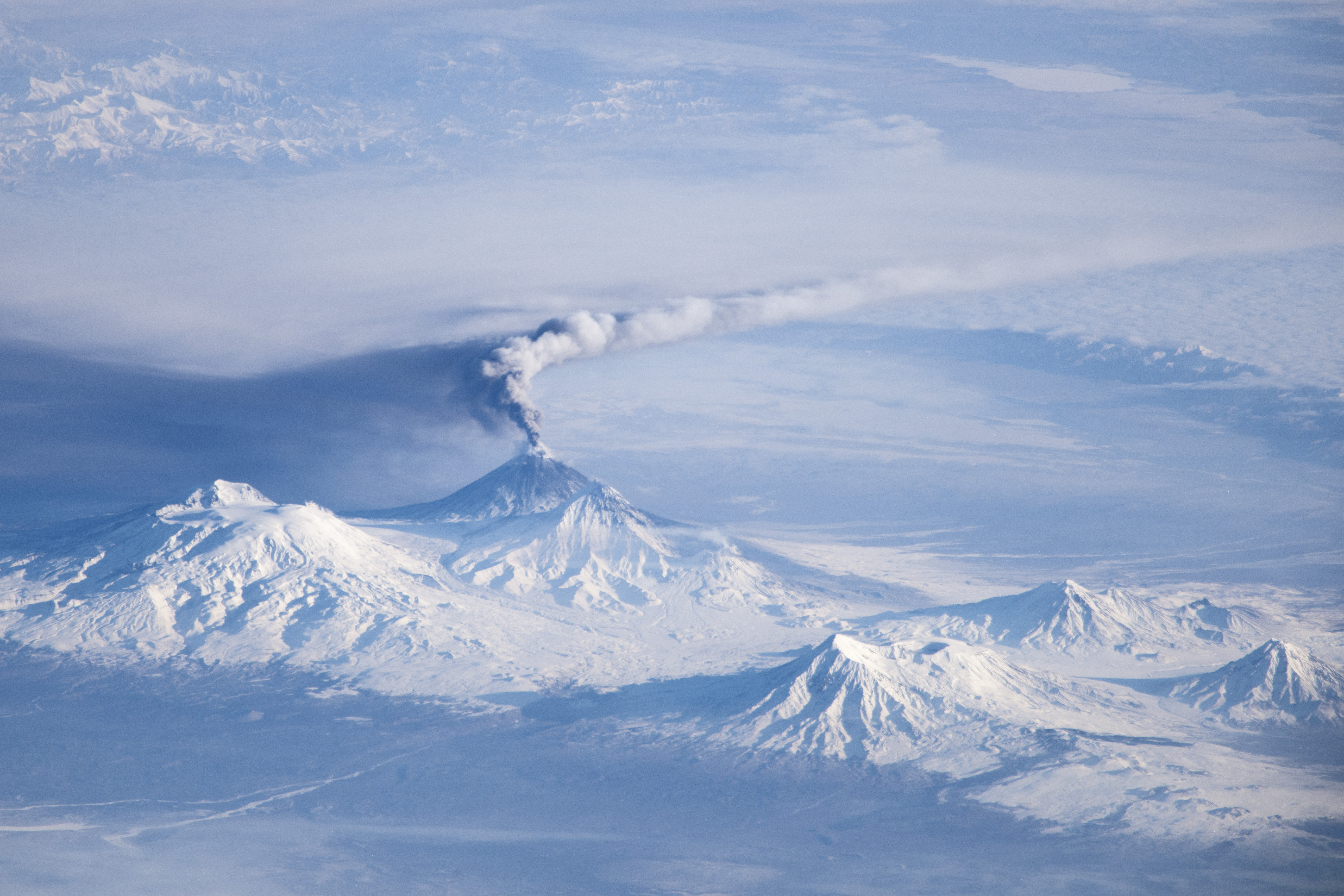
照片圖顯示俄羅斯堪察加半島的 Ushkovsky、Tolbachik、Bezymianny、Zimina 和 Udina 成層火山。于2013 年 11 月 12 日從國際空間站拍攝的斜視圖

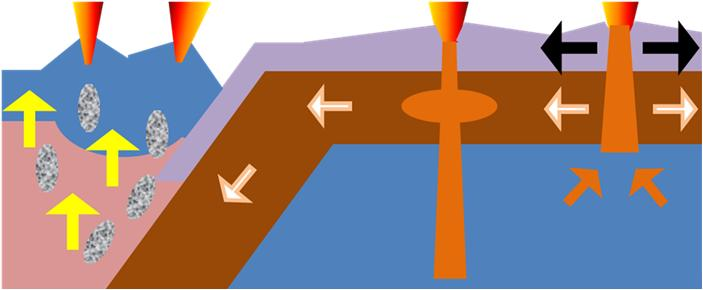
在俯衝帶（左）和擴張脊火山（右）產生的複合錐體火山。由熱點產生火山是中心

山脈主要有五種類型：火山型、褶皺型、高原型、斷塊型和圓頂型。 早於板塊構造之前，山脈有更詳細的局部分類。

#### 火山山脈
板塊構造的運動會在沿著板塊邊界產生火山，火山爆發並形成山脈。火山弧系統是在俯衝帶附近形成的一系列火山，在俯衝帶附近，下沉的海洋板塊將地殼與水俯沖入地幔而被融化。

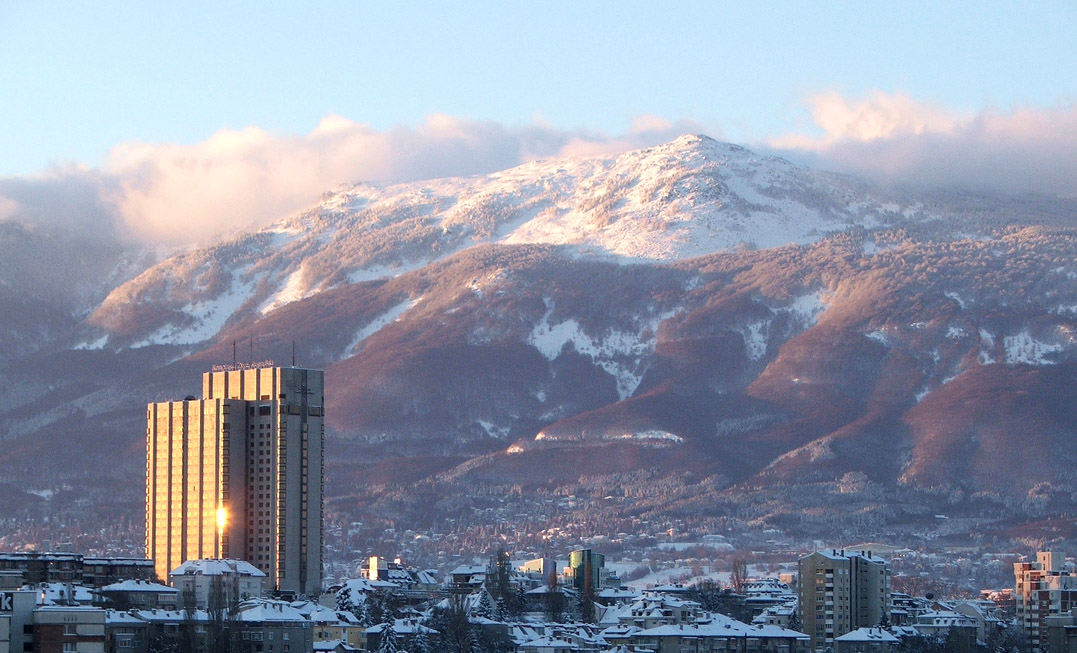
在索非亞旁邊的 Vitosha圓頂山

大多數火山在環繞太平洋的帶（太平洋火環），另一個從地中海延伸到亞洲，加入到印度尼西亞群島的太平洋帶。最重要的火山類型是複合錐體或成層火山（例如維蘇威火山、乞力馬扎羅山和富士山）和盾狀火山（如夏威夷的莫納羅亞火山，是一個熱點火山）。
盾狀火山有一個平緩傾斜的錐體，是由於噴出的玄武岩屬低粘度。例如Mauna Loa，其坡度為 4°-6°。 （斜率和粘度之間的關係請看休止角 。複合錐體火山的坡度較陡峭的上升錐（33°-40°），這是由於噴發的物質具較高的粘度，因此噴發比盾狀火山猛烈，也不頻繁。例如沙斯塔山、胡德山和雷尼爾山。 Vitosha 是保加利亞首都索非亞旁邊的圓頂山，也是由火山活動形成的。

#### 褶皺山脈

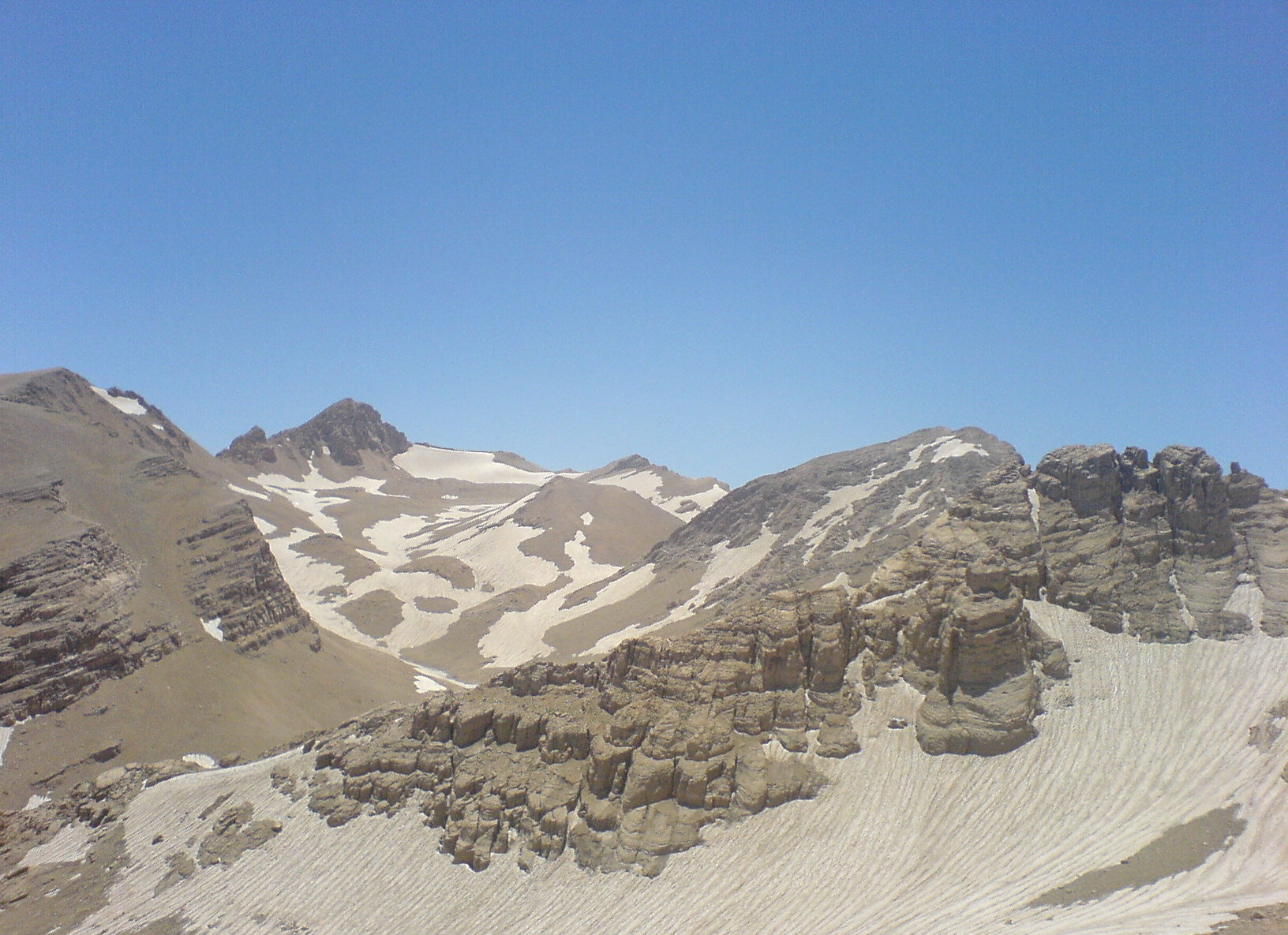
Zard-Kuh，伊朗中部扎格羅斯山脈的一座褶皺山

當板塊碰撞或俯衝時，板塊往往會彎曲和折疊，形成山脈。大多數主要的大陸山脈都與逆沖斷層和褶皺及造山運動有關。例如巴爾干山脈、汝拉山脈和扎格羅斯山脈。

#### 斷塊山脈

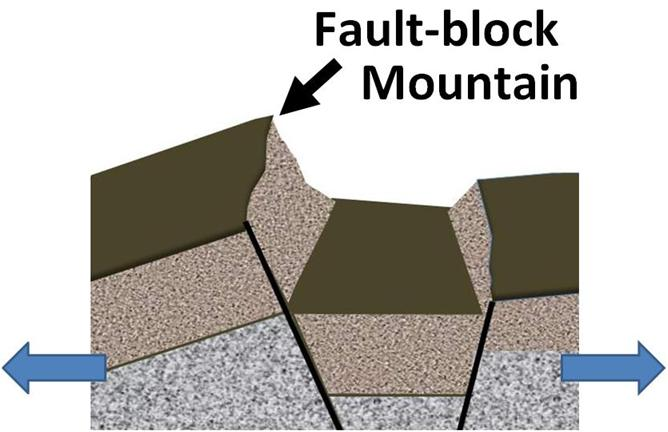
傾斜型斷塊山

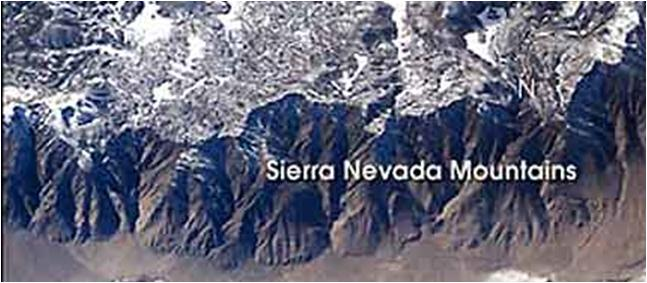
從國際空間站看到的內華達山脈（由地殼分層剝離形成）

當斷塊升高或傾斜時，可能會形成塊狀山脈。 高的斷塊被為地壘，而槽被為地塹。當張力大到足以導致斷塊分開時，就會導致中心斷塊相對於其側翼斷塊下降。
內華達山脈是由地殼分層剝離形成了一個長 650 公里、寬 80 公里的地塊，該地塊由許多向西傾斜的單獨斷塊組成，其向東的滑坡非常陡，形成了美國大陸最高的山前陡坡。.
位於東南歐的保加利亞，其境内的里拉 - 羅多彼山地塊，有明顯的地壘，包括Belasitsa 線性地壘、里拉山（拱形圓頂形地壘）和皮林山地壘。 後者是一個由巨大背斜形成的地壘，位於Struma 和 Mesta 的地塹山谷之間。

#### 擡升的被動大陸邊緣
擡升的被動大陸邊緣的形成，目前沒有被廣泛接受的地球物理模型來解釋。例如斯堪的納維亞山脈、格陵蘭東部、巴西高地或澳大利亞的大分水嶺.。這些擡升的大陸邊緣很可能具有相同的抬昇機制。可能與地球岩石圈中的遠場應力有關。根據這種觀點，升高的被動大陸邊緣可以比作大的岩石圈，受水平壓縮作用在大陸邊緣過渡帶引起的背斜褶皺。

### 模型

#### 熱點火山
熱點由地幔柱的岩漿形成的。雖然最初歸因於俯衝洋殼的融化，但最近的證據否定此學説。

#### 斷塊
山脈的形成多與斷層有關。斷層運動實際上可以通過分析來預測，例如，使用流變學和地殼均衡
來預測凸起塊的高度和塊之間的中間裂谷的寬度。早期預測裂縫和斷層運動的彎板模型已經演變成今天的運動和彎曲模型。